# Millienhagen-Oebelitz
Millienhagen-Oebelitz – gmina w Niemczech, wchodząca w skład urzędu Franzburg-Richtenberg w powiecie Vorpommern-Rügen, w kraju związkowym Meklemburgia-Pomorze Przednie.